# Comuna Ulcinj
Comuna Ulcinj (în muntenegreană Opština Ulcinj) este o diviziune administrativă de ordinul întâi din Muntenegru. Reședința sa este orașul Ulcinj.